# Saint-Ours (Savoie)
Saint-Ours település Franciaországban, Savoie megyében. Lakosainak száma 760 fő (2022. január 1.). Saint-Ours Saint-Offenge, Chainaz-les-Frasses, Cusy és Entrelacs községekkel határos.

## Népesség
A település népessége az elmúlt években az alábbi módon változott:
| Lakosok száma | 595  | 625  | 672  | 677  | 700  | 723  | 732  | 731  | 760  |
|               | 2013 | 2015 | 2016 | 2017 | 2018 | 2019 | 2020 | 2021 | 2022 |